# Wapen van Hennaarderadeel

Het wapen van Hennaarderadeel

Het wapen van Hennaarderadeel werd op 25 maart 1818 per besluit door de Hoge Raad van Adel aan de Friese gemeente Hennaarderadeel bevestigd. Vanaf 1984 is het wapen niet langer als gemeentewapen in gebruik omdat de gemeente Hennaarderadeel opging in de gemeente Littenseradeel (Fries en officieel: Littenseradiel). In het wapen van Littenseradeel zijn elementen uit het wapen van Hennaarderadeel overgenomen.

## Blazoenering
De blazoenering van het wapen luidt als volgt:
Van lazuur beladen met een zilvere dwarsbalk van de linker bovenhoek naar de regter benedenhoek des schilds neerdalende, waarop een groen klaverblad, een roode roos en een groene ster. Het schild gedekt met een kroon van goud.

## Verklaring
Niet vermeld in de beschrijving is dat de kroon op het schild een oude Franse markiezenkroon is. Het wapen is rond 1660 samengesteld uit wapens van belangrijke families in die tijd. De oudste vermelding is in 1682 op een kaart.

## Verwante wapens

Wapen van Littenseradeel